# Linndale
Linndale és una població dels Estats Units a l'estat d'Ohio. Segons el cens del 2000 tenia 117 habitants.

## Demografia
Segons el cens del 2000, Linndale tenia 117 habitants, 57 habitatges, i 29 famílies. La densitat de població era de 501,9 habitants/km².
Dels 57 habitatges en un 24,6% hi vivien nens de menys de 18 anys, en un 29,8% hi vivien parelles casades, en un 15,8% dones solteres, i en un 49,1% no eren unitats familiars. En el 43,9% dels habitatges hi vivien persones soles el 10,5% de les quals corresponia a persones de 65 anys o més que vivien soles. El nombre mitjà de persones vivint en cada habitatge era de 2,05 i el nombre mitjà de persones que vivien en cada família era de 2,93.
Per edats la població es repartia de la següent manera: un 24,8% tenia menys de 18 anys, un 6% entre 18 i 24, un 42,7% entre 25 i 44, un 15,4% de 45 a 60 i un 11,1% 65 anys o més.
L'edat mediana era de 34 anys. Per cada 100 dones de 18 o més anys hi havia 79,6 homes.
La renda mediana per habitatge era de 21.500 $ i la renda mediana per família de 30.625 $. Els homes tenien una renda mediana de 33.750 $ mentre que les dones 25.893 $. La renda per capita de la població era de 17.912 $. Aproximadament el 21,7% de les famílies i el 15,7% de la població estaven per davall del llindar de pobresa.

## Poblacions més properes
El següent diagrama mostra les poblacions més properes.